# 昭和タクシー (佐賀県)
昭和タクシー（しょうわタクシー）は、佐賀県唐津市に本社を置く昭和自動車のタクシー事業の通称である。
かつては昭和タクシー株式会社という昭和自動車のグループ会社であったが、2012年12月1日付で昭和自動車と経営統合。同社のタクシー事業部となっている。また2015年4月1日には福岡昭和タクシーの糸島地区でのタクシー事業・コミュニティバス事業も昭和自動車に移管した。

## 沿革
- 1963年4月1日 - 昭和タクシー設立。
- 1991年5月21日 - 伊万里市乗合タクシー運行開始。[1]
- 2002年10月1日 - 浜玉町乗合タクシー運行開始。[1]
- 2004年6月1日 - 唐津市乗合タクシー運行開始。[1]
- 2004年11月2日 - 厳木町乗合タクシー運行開始。[1]
- 2012年12月1日 - 昭和自動車と経営統合。

## タクシー事業部及び営業所
- タクシー事業部・唐津営業所
  - 佐賀県唐津市和多田用尺5-2
- 呼子営業所
  - 佐賀県唐津市呼子町呼子4165-17
- 多久営業所
  - 佐賀県多久市北多久町小侍1104-4
- 玄海営業所
  - 佐賀県東松浦郡玄海町今村6768-1
- 福岡西部営業所
  - 福岡県糸島市潤2丁目5-30

## 糸島市コミュニティバス
福岡昭和タクシー福岡西部事業部の昭和自動車への移管に伴い、2015年4月1日から糸島市コミュニティバスを受託運行している。
白糸線
- 伊都文化会館前 - 前原駅南口 - 美咲ヶ丘駅 - 真方 - 長糸支所 - 白糸
- 白糸→長糸支所→産業団地→前原駅南口（平日夕方のみ）

雷山線
- 前原駅南口 - 前原中学校前 - 有田 - 三坂 - 雷山入口 - 雷山観音前
- 前原駅南口 - 県営有田団地前 - 有田 - 三坂 - 雷山入口 - 雷山観音前
- 前原駅南口 - 県営有田団地前 - 有田 - 平原 - 曽根グラウンド - 平原 - 三坂 - 雷山入口 - 雷山観音前

曽根線（有田経由）
- 前原駅南口 - 県営有田団地前 - 有田 - 平原 - 曽根グラウンド

曽根線（波多江経由）
- 前原駅北口 - 伊都文化会館前 - 波多江駅西 -（健康福祉センター前）- JA伊都菜彩前 - 曽根グラウンド
- 波多江駅 - JA伊都菜彩前 - 曽根グラウンド（平日のみ）

井原山線
平日日中は予約制乗合バス「チョイソコよかまちみらい号」の運行となる。
- 前原駅北口 - 伊都文化会館前 - 波多江駅西 - JA伊都菜彩前 - 曽根グラウンド - 井田 - 伊都国歴史博物館 - 瑞梅寺 - 辰ヶ橋 - 井原山入口
- 辰ヶ橋→瑞梅寺→伊都国歴史博物館→井田→JA伊都菜彩前→波多江駅→糸高南→前原駅南口（平日夕方のみ）

川原線
- 前原駅北口 - 糸島市役所前 - 伊都文化会館前 - 糸島高校前駅北口 - 周船寺小学校前 - 周船寺駅 - 筑前高校入口 - 高来寺 - 伊都国歴史博物館 - 末永 - 川原 - 雷山の森
- 九大学研都市駅 - 周船寺駅 - 筑前高校入口 - 高来寺 -（伊都国歴史博物館）- 末永 - 川原 - 雷山の森

前原北原線
- 前原駅北口 - 糸島市役所前 - 伊都文化会館前 - 糸島高校前駅北口 - 周船寺小学校前 - 周船寺駅 - 九大学研都市駅

初深江線
- 交流プラザ志摩館前 - 加布羅 -（伊都文化会館）- 前原駅北口 - 糸島市役所前 - 加布里駅前 - 一貴山駅入口 - 波呂 - 筑前深江駅前 - 松末 - 一貴山駅入口 - 加布里駅前 - 糸島市役所前 - 前原駅北口 -（伊都文化会館）- 加布羅 - 交流プラザ志摩館前

産業団地線
- 前原駅南口→産業団地→前原駅南口（平日のみ）

篠原線
平日日中は予約制乗合バス「チョイソコよかまちみらい号」の運行となる。
- 前原駅南口→糸高南→糸島高校駅南口→波多江駅→糸島高校駅南口→糸高南→前原駅南口（平日夕方のみ）

## 乗合タクシー
唐津市・糸島市で乗合タクシー路線を運行している。昭和自動車の廃止路線の代替でもある。過去には伊万里市でも運行していた。

### 唐津市乗合タクシー

#### 唐津市浜玉地区デマンドタクシー「ふれあいタクシーはまたま号」
- 玉島・平原エリア
- 東山田エリア

#### 唐津市七山地区デマンドタクシー「ふれあいタクシーななやま号」
- 木浦エリア
- 池原エリア
- 白木エリア
- 細川エリア

#### 唐津市厳木地区デマンドタクシー「ふれあいタクシーきゅうらぎ号」
- 天川エリア
- 星領エリア
- 山麓部・瀬戸木場エリア

#### 唐津市相知地区デマンドタクシー「ふれあいタクシーおうち号」
- 東川エリア
- 伊岐佐エリア

#### 糸島市オンデマンドバス「チョイソコよかまちみらい号」
- 曽根・井原山線エリア
- 市街地循環エリア

### 唐津市乗合タクシー
旭が丘線
- 大手口 - 唐津駅 - 旭が丘一区 - 陽光台東

大良線
- 大手口 - 唐津駅 - 見借 - 大良支所前 - 山道入口
- 大手口 - 熊の原 - 見借 - 大良支所前 - 山道入口

#### 伊万里市乗合タクシー
- 立川上 - 東田代、他2系統[1]

#### 浜玉町乗合タクシー
200円の均一運賃で、毎日運行。満席の場合は、無線で続行便を手配していた。車両はトヨタ・ハイエースを使用。乗合タクシー用の車両にはオレンジ色、及び黄緑色のカラーリングを施し、専用車両としていた。2000年代初め頃までは、昭和自動車の貸切車と同じ塗色（銀色地に赤色・青色の帯が入るもの）の車両が使用されていた。2022年4月より予約型乗合タクシーに移行した。
- 平原線東回り
  - 虹の松原駅前 - 浜崎駅前 - 浜玉中学校前 - 玉島神社前 - 座主 - 平原小学校前 - 今坂上

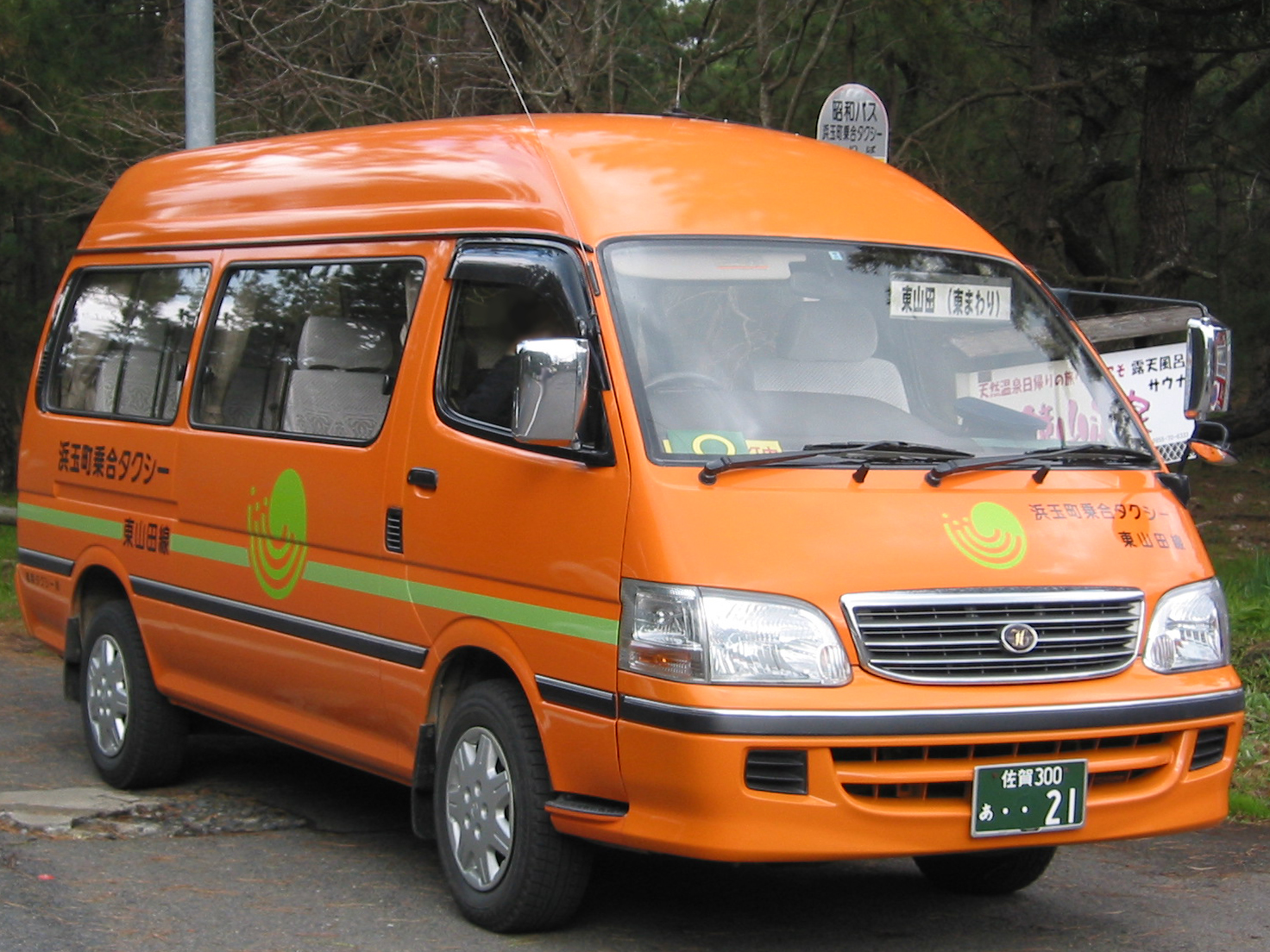
浜玉町乗合タクシーの車両
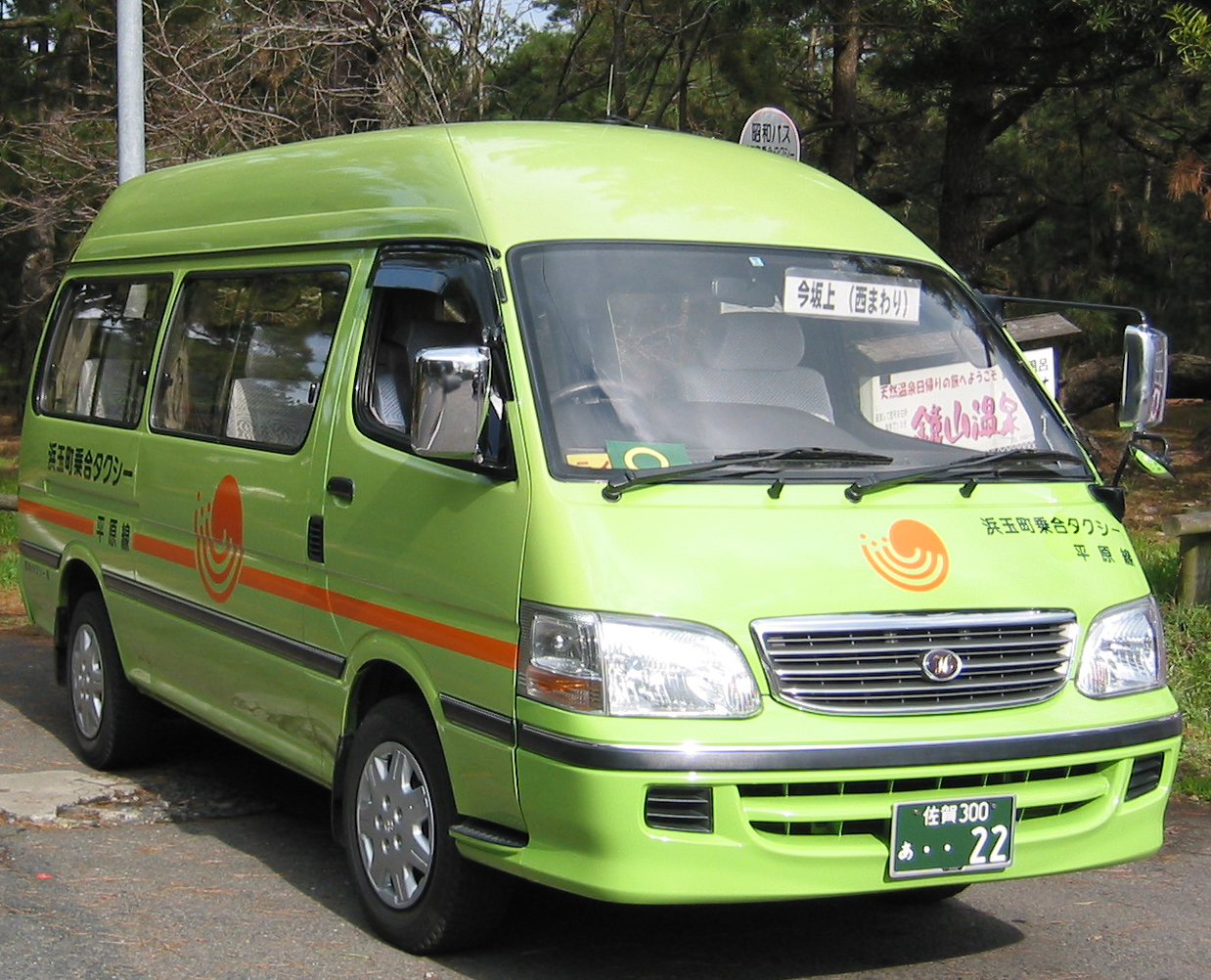
浜玉町乗合タクシーの車両

- 平原線西回り
  - 虹の松原駅前 - 浜崎駅前 - 浜玉中学校前 - 浜崎小学校前 - 橋本 - 野田温泉 - 座主 - 平原小学校前 - 今坂上

- 東山田線東回り
  - 虹の松原駅前 - 浜崎駅前 - 浜玉中学校前 - 玉島神社前 - 座主 - 野田温泉 - 橋本 - 東山田
- 東山田線西回り
  - 虹の松原駅前 - 浜崎駅前 - 浜玉中学校前 - 浜崎小学校前 - 橋本 - 東山田

- 浜玉町乗合タクシーの車両
- 浜玉町乗合タクシーの車両

#### 厳木町乗合タクシー天川線
2020年4月より予約型乗合タクシーに移行した。
- 本山保育園前 - 浪瀬 - 天川、他2系統[1]

## 貸切バス
- 中型バス5台を保有している（2010年2月1日現在）。佐賀県バス・タクシー協会の「バス会員」にもなっている[2]。